# Kinabatanganrivier

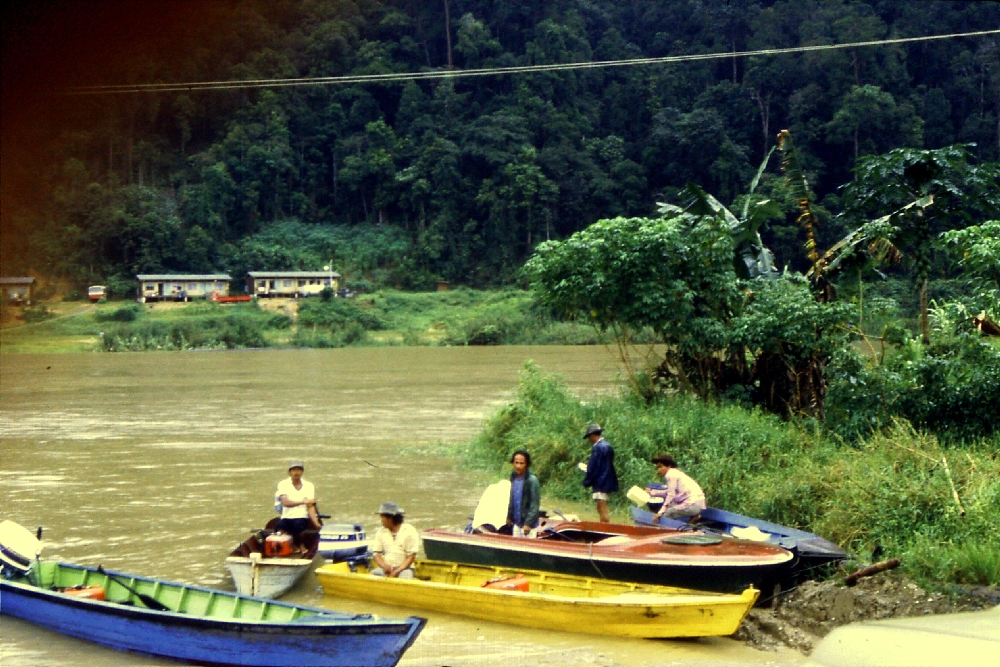
Kinabatanganrivier Sabah (2/2/1984)

De Kinabatanganrivier (Sungai Kinabatangan) stroomt door Sabah, oostelijk Maleisië, op het eiland Borneo. Het is de op een na langste rivier van Maleisië, met een lengte van 560 kilometer vanaf de oorsprong in de berggebieden van zuidoost Sabah, tot de monding in de Suluzee ten oosten van Sandakan. De rivier ligt in het gelijknamige district Kinabantangan.
De Kinabatangan is zeer bekend om zijn biodiversiteit die wordt gekenmerkt door bijzondere leefgebieden voor met uitsterven bedreigde inheemse dieren en planten. Zo zijn er kalksteengrotten in de heuvels van Gomantong, moessonplankwortelbossen, riviergeleidend oerbos, zoetwatermoerassen, hoefijzermeertjes en mangrovebossen aan de kust.